# Seoul Street Circuit
Het Seoul Street Circuit is een stratencircuit in het district Songpa-gu in Seoel, de hoofdstad van Zuid-Korea. Op 13 en 14 augustus 2022 was het circuit voor het eerst gastheer van twee Formule E-races, de ePrix van Seoel. Deze races werden gewonnen door Mitch Evans en Edoardo Mortara.

## Achtergrond
Op 30 november 2018 tekende de organisatie van de ePrix van Seoel een contract met de Formule E om een race in de stad te organiseren. De race werd in juli 2019 aangekondigd en zou tussen 2020 en 2025 jaarlijks gehouden worden. De eerste twee edities in 2020 en 2021 werden afgelast vanwege de aanhoudende coronapandemie, maar in 2022 debuteerde de race op de kalender.

## Ligging
Voorafgaand aan de aankondiging van de race werd er een haalbaarheidsonderzoek gehouden, waarmee men onder andere een locatie voor de race wilde bepalen. De omgeving rond het Gwanghwamun Plaza, een populaire toeristenbestemming, werd aangewezen als kandidaatlocatie. Uiteindelijk werd dit stadsdeel niet gebruikt en werd er uitgeweken naar het Jamsil Sports Complex, een onderdeel van de stad dat speciaal voor de Olympische Zomerspelen in 1988 werd gebouwd. Het circuit loopt in en rond het Olympisch Stadion en is hiermee een van de weinige circuits in de wereld dat door een stadion loopt.
Het oorspronkelijke circuit was 2,8 kilometer lang en telde 17 bochten. In aanloop naar de race werd de layout gewijzigd; zo werd er een haarspeldbocht verwijderd en werd de sectie die door het stadion loopt aangepast.